# Mobile Suit Victory Gundam
Autre
Mobile Suit Victory Gundam (機動戦士Vガンダム, Kidō Senshi Vikutori Gandamu), ou Mobile Suit V Gundam, est un anime japonais réalisé par Yoshiyuki Tomino en 1993. Faisant bien sûr partie de la franchise Gundam, l’histoire se déroule dans l’Universal Century, 30 ans après Mobile Suit Gundam F91. Une nouvelle, deux mangas et un jeu vidéo en ont été tirés. Cependant, la série n’a jamais été commercialisée en français.

## Synopsis
L’histoire se déroule trente ans après Mobile Suit Gundam F91. Depuis la chute de Neo Zeon (relatée dans le film Mobile Suit Gundam : Char contre-attaque), la Fédération n’a eu de cesse de s’affaiblir, jusqu’à ce qu’en l’an U.C. 0153, la colonie spatiale Side 2 déclare son indépendance, devenant l’empire Zanscare. Clairement supérieur sur le plan tant militaire que tactique, ce nouvel État attaque très vite la Terre sans rencontrer la moindre résistance, et y instaure une politique de terreur et de répression. Si bien qu’un groupe d’intellectuels et de militaires, la Ligue militaire, se forme pour résister contre ce régime autoritaire.
Bien loin de ces événements, Uso Evin est un jeune orphelin de onze ans. Un jour cependant, il se trouve mêlé à un affrontement avec son amie Shakti Karin et est forcé de rejoindre la Ligue militaire. Mais faisant preuve d’un remarquable don pour le pilotage, il se voit confier malgré son jeune âge les commandes du nouveau prototype de la Ligue : le Victory Gundam, avec lequel il prend part à de nombreuses batailles traumatisantes. Durant la guerre, une relation de rivalité se créera entre lui et un pilote talentueux de Zanscare nommé Cronicle Asher.

## Commentaire

### Production
Mobile Suit Victory Gundam est la dernière série de Tomino se déroulant dans l’Universal Century. À l’époque, le studio Sunrise était en passe d’être racheté par Bandai ; cette situation crée de fortes tensions lors de la phase de production. Combiné à l’état dépressif de Tomino à cette époque, il en ressort un anime très sombre et dramatique, dans lequel la mort frappe peu à peu tous les personnages, même les principaux (la propension bien connue de Tomino à faire mourir tous ses personnages lui a valu le surnom de « Kill ’em All Tomino »). Bien que l’on retrouve cette ligne de scénario dans Mobile Suit Zeta Gundam, Victory Gundam est souvent considérée comme la série la plus sombre de toute la franchise. Par extension, le but de Tomino est toujours de dénoncer l’absurdité de la guerre. On retrouve aussi le même procédé scénaristique utilisé dans Mobile Suit Gundam 0080, qui consiste à prendre pour héros un enfant, dont l’innocence contraste avec l’horreur du monde réel. Comme personne n’est réellement épargné par les affres des combats, l’absence de manichéisme est tangible dans l’histoire ; plusieurs épisodes s’attacheront d’ailleurs à présenter les antagonistes sous un jour humain, avec leurs bons et mauvais côtés.
Enfin, Mobile Suit Victory Gundam est la dernière série se déroulant dans l’Universal Century.

### Sortie et réception
La série sort le 2 avril 1993 au Japon sur la chaîne TV Asahi, mais rencontre un succès plutôt mitigé (à peine 3,9 % des parts d'audience en moyenne selon le magazine Weekly The Television). En revanche, elle n’a jamais été commercialisée en occident.

## Fiche technique
Sauf mention contraire, cette fiche a été réalisée d’après les informations fournies par l’IMDb et Anime News Network.
- Titre : Mobile Suit Victory Gundam
- Genre : anime
- Origine :  Japon
- Sortie : 2 avril 1993
- Format : 51 épisodes de 30 minutes

### Équipe de réalisation
- Créateurs originaux : Yoshiyuki Tomino, Hajime Yatate
- Réalisation : Yoshiyuki Tomino
- scénario : Hideki Sonoda, Kazuhiro Kanbe, Ken Oketani, Minoru Onoya, Sukehiro Tomita
- Musiques : Akira Senju
- Conception des personnages : Hiroshi Osaka
- Direction artistique : Shigemi Ikeda
- Direction de l’animation : Akihisa Maeda, Hiromitsu Morishita, Kazuhiro Itakura, Keīchi Satou, Koji Ousaka, Moriyasu Taniguchi, Nobuyoshi Nishimura, Shukou Murase, Takuro Shinbo, Toru Yoshida, Yasuhiro Seo
- Conception des mechas : Hajime Katoki, Junya Ishigaki, Kunio Ōkawara
- Direction du son : Yasuo Uragami
- Direction de la photographie : Atsushi Okui, Youichi Ōgami
- Production : Hideaki Koizumi, Masuo Ueda
- Studio : Sunrise

### Doublage original
Ligue militaire
- Uso Evin : Daisuke Sakaguchi
- Shakti Kareen : Yumi Kuroda(Yumi Ichihara)
- Marbet Fingerhat : Ayako Shiraishi
- Romero Marabal : Chafūrin
- Jinn Generham : Ginzo Matsuo
- Tomache Massarik : Tomokazu Seki
- Odelo Henrik : Masayuki Nakata
- Oliver Inoue : Keīchi Sonobe
- Junko Jenko : Yuko Kobayashi
- Peggy Lee : Kae Araki
- Kate Bush : Shinobu Adachi
- Helen Jackson : Rika Fukami
- Mahalia Merrill : Mari Maruta
- Connie Francis : Satomi Kōrogi
- Yuca Meilasch : Atsuko Tanaka
- Francesca O’Hara : Hiromi Ishikawa
- Miliera Katan : Narumi Hidaka

Empire Zanscare
- Chronicle Asher : Tomoyuki Dan
- Katejina Loos : Kumiko Watanabe
- Queen Maria Pia Armonia : Emi Shinohara
- Arbeo Pippinden : Junji Kitajima
- Fonse Kagatie : Kaneomi Ōya
- Duker Iq : Kazuhiro Nakata
- Lupe Cineau : Miki Itou
- Goze Baru : Yukitoshi Hori
- Fuala Griffon : Ai Orikasa
- Tassilo Vago : Hidetoshi Nakamura

### Musiques
Génériques d’ouverture
1. Stand Up to the Victory de Tomohisa Kawasoe (épisodes 1 à 31)
2. Don’t Stop ! Carry On ! de RD (épisodes 32 à 51)

Génériques de fin
1. Winners Forever de INFIX (épisodes 1 à 31)
2. Mō ichido Tenderness de KIX S (épisodes 32 à 51)

### Liste des épisodes
La liste des épisodes est indiquée ci-dessous (la série n'étant jamais sortis en français, les titres sont des traductions officieuses) :
| No | Titre français                              | Titre japonais     | Titre japonais               | Date de 1re diffusion |
| No | Titre français                              | Kanji              | Rōmaji                       | Date de 1re diffusion |
| -- | ------------------------------------------- | ------------------ | ---------------------------- | --------------------- |
| 1  | Le mobile suit blanc                        | 白いモビルスーツ   | Shiroi mobirusūtsu           | 2 avril 1993          |
| 2  | Le jour où il rencontra la machine          | マシンと会った日   | Mashin to atta nichi         | 9 avril 1993          |
| 3  | La Bataille d'Uso                           | ウッソの戦い       | Usso no tatakai              | 16 avril 1993         |
| 4  | Pourquoi se bat-on ?                        | 戦いは誰のために   | Tatakai ha dare notameni     | 23 avril 1993         |
| 5  | La Contre-attaque de Godzorla               | ゴッゾーラの反撃   | Gozzoura no hangeki          | 30 avril 1993         |
| 6  | La Gloire du soldat                         | 戦士のかがやき     | Senshi nokagayaki            | 7 mai 1993            |
| 7  | Le Son de la guillotine                     | ギロチンの音       | Girochin no oto              | 14 mai 1993           |
| 8  | Combat féroce ! Attaquer les vagues !       | 激闘!波状攻撃      | Gekitou ! Hajoukougeki       | 21 mai 1993           |
| 9  | Départ                                      | 旅立ち             | Tabidachi                    | 28 mai 1993           |
| 10 | Attention ! Shrike Team !                   | 鮮烈!シュラク隊    | Senretsu ! Shuraku tai       | 4 juin 1993           |
| 11 | Les Défenses de la Shrike Team              | シュラク隊の防壁   | Shuraku tai no bouheki       | 11 juin 1993          |
| 12 | Détruit la guillotine                       | ギロチンを粉砕せよ | Girochin wo funsai seyo      | 18 juin 1993          |
| 13 | Arti Gibraltar, une ville Fantôme           | ジブラルタル空域   | Jiburarutaru kūiki           | 25 juin 1993          |
| 14 | Attaque et défense de Gibraltar             | ジブラルタル攻防   | Jiburarutaru koubou          | 2 juillet 1993        |
| 15 | Poussière d'étoile                          | スペースダスト     | Supeusudasuto                | 9 juillet 1993        |
| 16 | L'Ascension du Reinforce                    | リーンホース浮上   | Rīnhousu fujou               | 16 juillet 1993       |
| 17 | La Reine impériale                          | 帝国の女王         | Teikoku no joou              | 23 juillet 1993       |
| 18 | Bataille des flottes spatiales              | 宇宙艦隊戦         | Uchū kantaisen               | 30 juillet 1993       |
| 19 | À la recherche de Shakti.                   | シャクティを捜せ   | Shakutei wo sagase           | 6 août 1993           |
| 20 | La Veille de la bataille décisive           | 決戦前夜           | Kessen zenya                 | 13 août 1993          |
| 21 | Satellite stratégique                       | 戦略衛星を叩け     | Senryaku eisei wo tatake     | 20 août 1993          |
| 22 | Le Tigre de l'espace                        | 宇宙の虎           | Uchū no tora                 | 27 août 1993          |
| 23 | Infiltration de Zanscare                    | ザンスカール潜入   | Zansukāru sennyū             | 3 septembre 1993      |
| 24 | Bataille pour la capitale                   | 首都攻防           | Shuto koubou                 | 10 septembre 1993     |
| 25 | Infiltrer la flotte et le territoire ennemi | 敵艦と敵地へ       | Tekikan to tekichi he        | 17 septembre 1993     |
| 26 | Maria et Uso                                | マリアとウッソ     | Maria to usso                | 24 septembre 1993     |
| 27 | La Lumière de l'espace                      | 宇宙を走る閃光     | Uchū wo hashiru senkou       | 1er octobre 1993      |
| 28 | La Grande Évasion                           | 大脱走             | Daidassou                    | 8 octobre 1993        |
| 29 | Le Nouveau Mobile suit V2                   | 新しいスーツV2     | Atarashi i sūtsu V2          | 15 octobre 1993       |
| 30 | La Mère du Gundam                           | 母のガンダム       | Haha no Gandamu              | 22 octobre 1993       |
| 31 | Lancement des Motorad                       | モトラッド発進     | Motoraddo hasshin            | 29 octobre 1993       |
| 32 | Dogoorla Blitzkrieg                         | ドッゴーラ激進     | Doggoura geki susumu         | 5 novembre 1993       |
| 33 | Les Habitants de la mer                     | 海に住む人々       | Umi ni sumu hitobito         | 12 novembre 1993      |
| 34 | Opération Roller Géant                      | 巨大ローラー作戦   | Kyodai rourā sakusen         | 19 novembre 1993      |
| 35 | Maman ou Shakti ?                           | 母かシャクティか   | Haha ka shakutei ka          | 26 novembre 1993      |
| 36 | Maman revient sur Terre                     | 母よ大地にかえれ   | Haha yo daichi nikaere       | 3 décembre 1993       |
| 37 | Contre-attaque du double Rad                | 逆襲ツインラッド   | Gyakushū tsuinraddo          | 10 décembre 1993      |
| 38 | Conflagration en Mer du Nord                | 北海を炎にそめて   | Hokkai wo honō nisomete      | 17 décembre 1993      |
| 39 | Le Chant des Ailes de Lumière               | 光の翼の歌         | Hikari no tsubasa no uta     | 24 décembre 1993      |
| 40 | Sous la super attaque aérienne              | 超高空攻撃の下     | Choukoukuu kougeki no shita  | 7 janvier 1994        |
| 41 | Le champ de bataille créé par papa          | 父のつくった戦場   | Chichi notsukutta senjou     | 14 janvier 1994       |
| 42 | Du sang frais s'agite dans la lumière       | 鮮血は光の渦に     | Senketsu ha hikari no uzu ni | 21 janvier 1994       |
| 43 | Champ de bataille de la comète Fuala        | 戦場の彗星ファラ   | Senjou no suisei Fara        | 28 janvier 1994       |
| 44 | La lumière au bout du tunnel                | 愛は光の果てに     | Ai ha hikari no hate ni      | 4 février 1994        |
| 45 | Uso danse avec l'illusion                   | 幻覚に踊るウッソ   | Genkaku ni odoru usso        | 11 février 1994       |
| 46 | La Rébellion de Tassilo                     | タシロ反乱         | Tashiro hanran               | 18 février 1994       |
| 47 | Un Champ de bataille de femmes              | 女たちの戦場       | Onna tachino senjou          | 25 février 1994       |
| 48 | Un temps pour faner, un temps pour fleurir  | 消える命咲く命     | Kie ru inochi saku inochi    | 4 mars 1994           |
| 49 | Sous un Cercle angélique                    | 天使の輪の上で     | Tenshi no wa no uede         | 11 mars 1994          |
| 50 | Confrontation dans la haine                 | 憎しみが呼ぶ対決   | Nikushimi ga yobu taiketsu   | 18 mars 1994          |
| 51 | L'Ascension de l'ange                       | 天使たちの昇天     | Tenshi tachino shouten       | 25 mars 1994          |

## Autres médias
Comme de coutume, Tomino publie aussi l’histoire de Victory Gundam sous forme de cinq nouvelles à partir du 1er avril 1993. Puis, c’est Toshiya Iwamura qui l’adapte en manga entre 1993 et 1994, tandis que Yuichi Hasegawa imagine une histoire annexe dans Mobile Suit Victory Gundam Gaiden. On peut aussi noter que le manga Ike ! Ike ! Bokura no V Gundam !, réalisé par Tsukasa Kotobuki entre 1992 et 1994, retrace l’histoire de l’Universal Century depuis la fin de Mobile Suit Gundam : Char contre-attaque jusqu’au début de Victory Gundam.
Dans le domaine du jeu vidéo, la série a été adaptée par Bandai en un jeu d’action sur Super Nintendo intitulé Kidō Senshi V Gundam, en 1994.

### Sources et références
1. 1 2  cosmic-era.com, « Victory Gundam » (consulté le 29 juillet 2010)
2. ↑  (en) Mark Simmons, Gundam : Official Guide, Viz Communications, 2002, 128 p. (ISBN 978-1-56931-739-6), p. 61 et sqq.
3. ↑  (en) Helen McCarthy et Jonathan Clements, The Anime Encyclopedia : A Guide to Japanese Animation Since 1917, Titan Books Ltd, 2007 (ISBN 978-1-84576-500-2 et 1-84576-500-1), p. 257-259
4. ↑  (en) Shadowmage, « Mobile Suit Victory Gundam », nihonreview.com (consulté le 29 juillet 2010)
5. ↑  Gundam France, « Mobile Suit Victory Gundam » (consulté le 29 juillet 2010)
6. ↑  (en) mahq.net, « Mobile Suit Victory Gundam » (consulté le 29 juillet 2010)
7. 1 2  (en) Anime News Network, « Mobile Suit Victory Gundam (TV) » (consulté le 29 juillet 2010)
8. ↑  (en) « All Gundam TV series ratings » (consulté le 29 juillet 2010)
9. ↑  « Mobile Suit Victory Gundam » (présentation de l'œuvre), sur l'Internet Movie Database
10. ↑  Gundam France, « Mobile Suit Victory Gundam, épisodes » (consulté le 29 juillet 2010)
11. ↑  (it) universalcentury.it, « Mobile Suit Victory Gundam » (consulté le 29 juillet 2010)
12. ↑  (en) Anime News Network, « Mobile Suit Victory Gundam Side Story (manga) » (consulté le 29 juillet 2010)
13. ↑  (en) gamerankings.com, « Kidou Senshi V-Gundam » (consulté le 29 juillet 2010)